# Physioswiss
Physioswiss ist ein Schweizer Physiotherapie-Verband. Er vertritt die Interessen von über 10.000 selbständigen, angestellten, angehenden und nicht mehr aktiven Physiotherapeuten sowie Organisationen der Physiotherapie in der  Schweiz. 1919 als Schweizer Physiotherapie Verband gegründet, ist er nach Eigenangaben die landesweit größste Berufsvertretung für Physiotherapeuten. Dem Verband sind 16 Kantonal- und Regionalverbände angeschlossen. Die Geschäftsstelle befindet sich in Sursee.

## Organisationsstruktur
- Die Delegiertenversammlung ist das oberste Organ von Physioswiss. Die Delegierten werden jeweils von den 16 Kantonal- und Regionalverbänden gewählt.
- Die PräsidentInnenkonferenz setzt sich aus den gewählten Präsidenten oder einem anderen gewählten Vorstandsmitglied der einzelnen Kantonal- und Regionalverbände zusammen. Sie dient dem gegenseitigen Austausch sowie als Meinungsbildungsplattform unter den Kantonal- und Regionalverbänden und fungiert als Beschlussgremium.
- Der Zentralvorstand ist das strategische Leitungs- und Lenkungsorgan.
- Der Verband betreibt  eine Geschäftsstelle in Sursee. Die aktuell 15 Mitarbeitenden beraten die Mitglieder zu Abrechnungs- und Tariffragen, beantworten allgemeine Fragen, Fragen zu Arbeitsrecht und Sozialversicherung und nehmen Bestellungen für Artikel, Drucksachen und Informationsmaterial entgegen. Zudem setzt die Geschäftsstelle die Beschlüsse der strategischen Gremien um und unterstützt diese bei der Erarbeitung von Strategien.
- Kommissionen und Projektgruppen sind für die Planung und Durchführung der Verbandsaktivitäten zuständig.[3]

## Ziele
Der Verband will eine hohe Qualität der physiotherapeutischen Leistungen. Der Verband engagiert sich in den Bereichen Aus- und Weiterbildung, Forschung und Ethik. Physioswiss setzt sich für einen fairen Preis ein, positioniert sich  in der Gesundheits- und Bildungspolitik und vertritt die Physiotherapie in der Öffentlichkeit und unterstützt die Physiotherapeuten darin, sich  auf dem Gesundheitsmarkt zu positionieren.

## Veranstaltungen
Jährlich führt der Verband eine Delegiertenversammlung, eine Jahrestagung und ein Chef-Physiotherapeutentreffen durch. Alle zwei Jahre findet zudem der nationale Physiotherapiekongress statt und ebenfalls zweijährlich wird der Tag der Physiotherapie im Rahmen einer Kampagne gefeiert. In unregelmäßigen Abständen organisiert Physioswiss ein Bildungs- und Unternehmerforum. Bis auf die Kampagne zum Tag der Physiotherapie richten sich diese Veranstaltungen primär an die Mitglieder.

## Publikationen
Die Fachzeitschrift Physioactive ist die Verbandszeitschrift und erscheint sechsmal jährlich.  Als Lobbyinginstrument publiziert Physioswiss zudem viermal jährlich die Physiofacts, ein Infoletter für Parlamentarier zur Physiotherapie.

## Mitgliedschaften
Im internationalen Kontext ist der Verband Mitglied des Weltverbandes der Physiotherapie (WCPT), des Europäischen Regionalverbandes des WCPT (ER-WCPT) und der Untergruppe der selbständig erwerbenden Physiotherapeuten des WCPT (IPPA).